# Фебель, Рейнхард
Рейнхард Фебель (род. 3 июля 1952 года в Метцингене) — немецкий композитор.

## Биография
Райнхард Фебель изучал композицию у Клауса Хубера во Фрайбурге-им-Брайсгау с 1979 года и посещал курсы электронной музыки в IRCAM в Париже. С 1983 по 1988 год он жил и работал в качестве независимого композитора в Лондоне, а с 1989 года занял должность профессора композиции и теории музыки в Ганноверском университете музыки и драмы. На протяжении многих лет он проводил много времени за границей с учебными поездками, занимаясь преподаванием и сочинением музыки. Он побывал в Южной Америке (Чили, Перу, Уругвай, Аргентина), в Новой Зеландии, в Южной Африке и Камеруне, в Скопье, Эдинбурге и Риге. С 1997 года является профессором композиции в университете Моцартеум в Зальцбурге.
Живёт и работает в Зальцбурге и Берлине.

## Стипендии и награды
- 1979: Стипендия Фонда Генриха Штробеля Südwestfunk
- 1980: Премия Бетховена города Бонна
- 1980: Приз за композицию на семинаре по композиции Künstlerhaus Boswil Foundation (Швейцария)
- 1984: Стипендиат Виллы Массимо в Риме
- 1984: Победитель Фонда Штайнбреннера в Берлине
- 1988: премия Иоганна Венцеля Стамица
- 1992: Грант художника Нижней Саксонии

## Произведения
| премьера                       | заглавие                                                                                    | жанр                                                                        | Либреттист и источник |
| ------------------------------ | ------------------------------------------------------------------------------------------- | --------------------------------------------------------------------------- | --------------------- |
| Эвридика                       | Камерная опера, 80 '                                                                        | Гельмут Даннингер, в честь Оттавио Ринуччини                                |                       |
| Ночь с гостями                 | Музыкальный театр                                                                           | Композитор после Питера Вайса                                               |                       |
| Секунды и годы Каспара Хаузера | Опера в трех действиях и девяти картинах                                                    | Лукас Хемлеб                                                                |                       |
| Изобретение Мореля             | Опера в одном действии                                                                      | Лукас Хемлеб, по мотивам романа Адольфо Биоя Касареса «Изобретения Мореля». |                       |
| Красота                        | Музыкальный театр                                                                           | Лукас Хемлеб, по сообщению газеты                                           |                       |
| Desert Inn                     | радио играть                                                                                |                                                                             |                       |
| Время посещения                | Музыкальный театр. Игра для трех актёров и музыки                                           | Композитор                                                                  |                       |
| Сельва                         | Песни на тексты и мелодии Освальда фон Волькенштейна                                        | Композитор                                                                  |                       |
| Фрида                          | Образ мечты, основанный на Unos quantos piquetitos Фриды Кало                               | Композитор                                                                  |                       |
| Дом с привидениями             | Камерный музыкальный театр. Картина ужасов по роману Эдварда Хоппера « Дом с привидениями». | Композитор                                                                  |                       |
| Комната 17                     | Музыкальный театр по мотивам картины Диего Веласкеса « Рокби-Венера».                       | Композитор                                                                  |                       |

## Монографии
- Musik für zwei Klaviere seit 1950 als Spiegel der Kompositionstechnik. Pfau, Saarbrücken 1998, ISBN 3-930735-55-5.
- Alles ständig in Bewegung: Texte zur Musik 1976–2003. Hrsg. Rainer Nonnemann. Pfau, Saarbrücken 2004, ISBN 3-89727-274-1.
- Krähenschrei. Die Geschichte von Ikkyu. Tredition, Hamburg 2018, ISBN 978-3-96240-177-1.